# Шамбон Сент Кроа
Шамбон Сент Кроа (фр. Chambon-Sainte-Croix) насеље је и општина у централној Француској у региону Лимузен, у департману Крез која припада префектури Гере.
По подацима из 2011. године у општини је живело 89 становника, а густина насељености је износила 13,36 становника/km². Општина се простире на површини од 6,66 km². Налази се на средњој надморској висини од 281 метар (максималној 341 m, а минималној 218 m).

## Демографија
| 1962. | 1968. | 1975. | 1982. | 1990. | 1999. | 2011. |
| ----- | ----- | ----- | ----- | ----- | ----- | ----- |
| 147   | 157   | 138   | 108   | 84    | 86    | 89    |

График промене броја становника у току последњих година